# Флотація з носієм

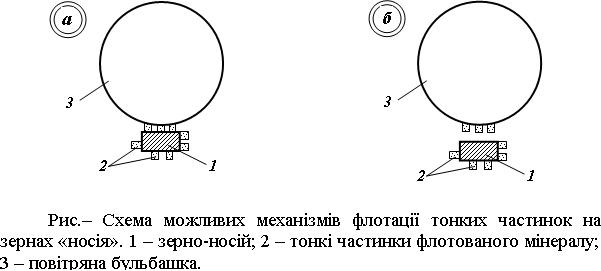

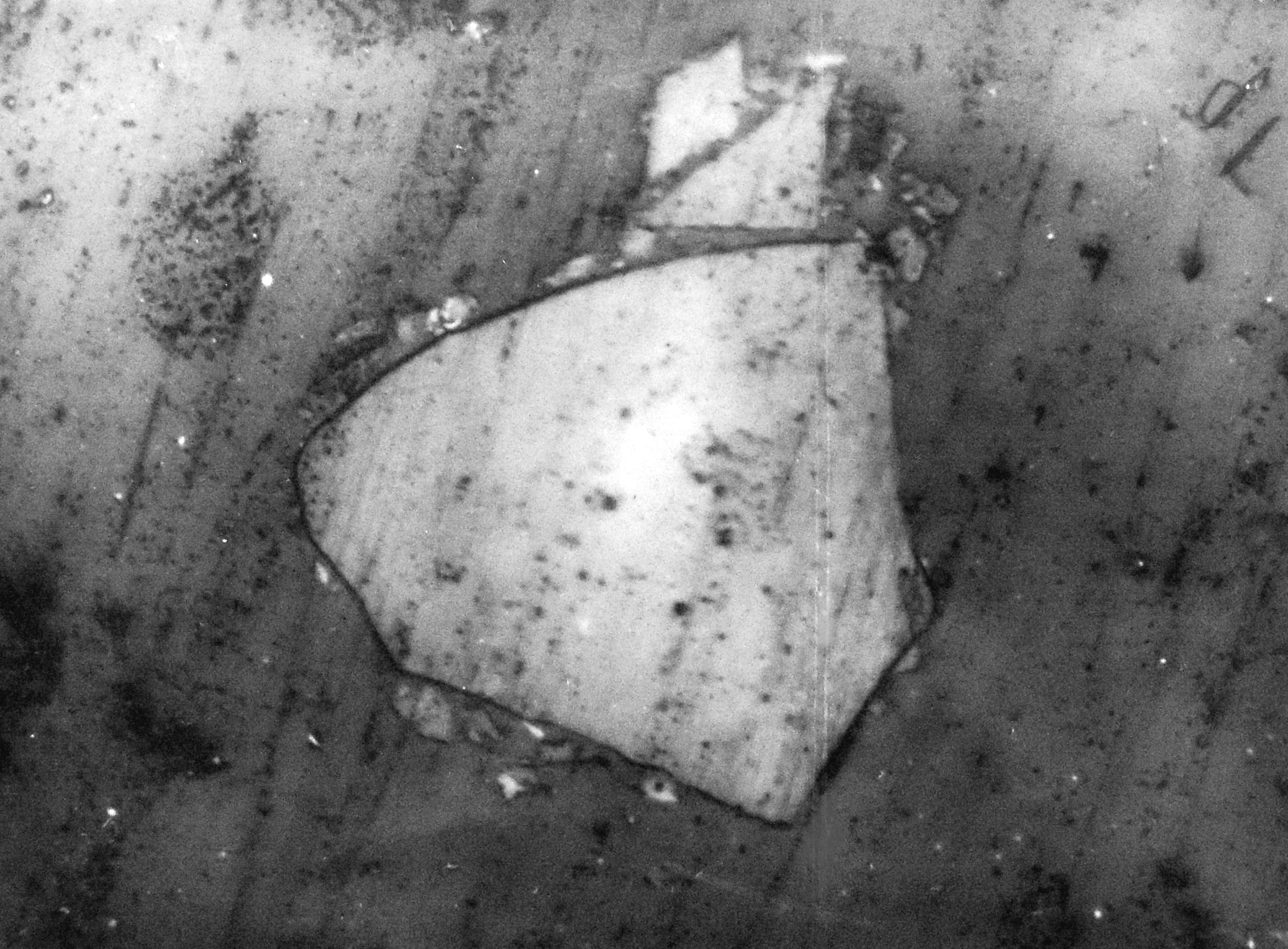
Рис.– Аншліф агрегату „вугільне зерно-носій – тонкодисперсні зерна збагачуваного вугілля” у флотації з носіями. Крупності «зерна-носія» і тонкодисперсного матеріалу на ньому відповідно: D = 0,9-0,95 мм;; d = 0,01-0,2 мм

Флотація з носієм – спосіб флотації, який відрізняється тим, що для підвищення вилучення тонких гідрофобних частинок у пульпу додають крупні гідрофобні або гідрофобізовані частинки (носії), які добре флотуються. Тонкі гідрофобні частинки закріплюються на поверхні частинок носія і видаляються разом з ними у піну. Іноді як мінерал-носій застосовують зернисту частину раніше отриманого концентрату. 